# Agnetina senilis
Agnetina senilis és una espècie d'insecte plecòpter pertanyent a la família dels pèrlids que es troba al Caucas.